# Speocirolana guerrei
Speocirolana guerrei là một loài chân đều trong họ Cirolanidae. Loài này được Contreras-Balderas & Purata Velarde miêu tả khoa học năm 1982.